# 大池西林寺
大池西林寺，或大池角西林寺，臺灣澎湖縣廟宇，位於西嶼鄉大池村，主祀觀音佛祖。西嶼觀光景點「網垵沙灘」即是在此寺左近。

## 沿革
「大池」舊稱「大池角」，西林寺供奉的主神觀音佛祖原本是配祀在大池治安宮中。據載，時逢民國88年（1999年），大池治安宮廟祝正自焚香拜禱，當將手中線香放入香爐之時，忽然發爐冒出一股白煙，令廟祝百思不得其解，遂入內請示擲筊，未果，復請中壇元帥（三太子）降壇。三太子降壇後指示信眾，乃是宮內的觀音佛祖想搬離治安宮，在外靈修，村民遂將觀音佛祖安奉於村莊東側的土地公祠。
時任大池村長王國華鑒於原土地公祠僅18坪（約60平方公尺），盤算另尋新址，遂與地方人士商議，在民國98年（2009年）向國有財產局購置在大池治安宮前方港灣旁的海埔新生地，以建造寺廟。民國99年（2010年）農曆八月初二破土動工；民國100年（2011年）蒙玄天上帝感應，新廟宇定名為「西林寺」；民國103年（2014年）農曆二月初四，西林寺舉辦入火安座科儀、歷時四載歲月，農曆三月初三，西林寺竣工落成。

## 圖輯
23°36′56″N 119°30′26″E / 23.615489°N 119.507118°E西林寺佔地原為漁港（義士港），原為海埔新生地，寺前有植綠植被闢有廣場，除美化環境，也作民眾休憩之用。

### 建築外觀
建築外觀清幽，入寺門口刻有楹聯，分別是上聯「西林長住澎湖護眾生」、下聯「寺廟永淨家鄉佑萬民」。

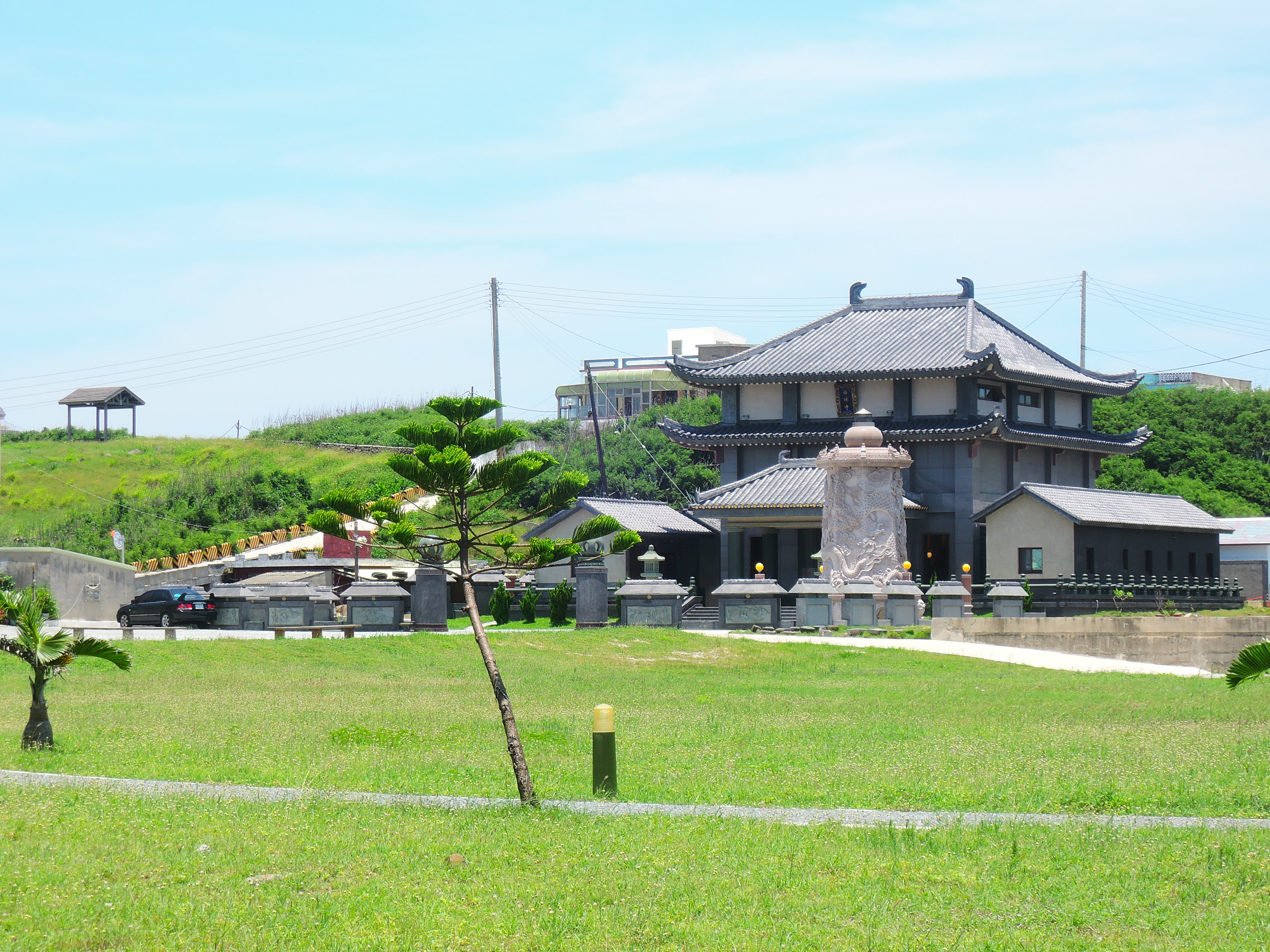
義士港遠眺側景
西林寺立面
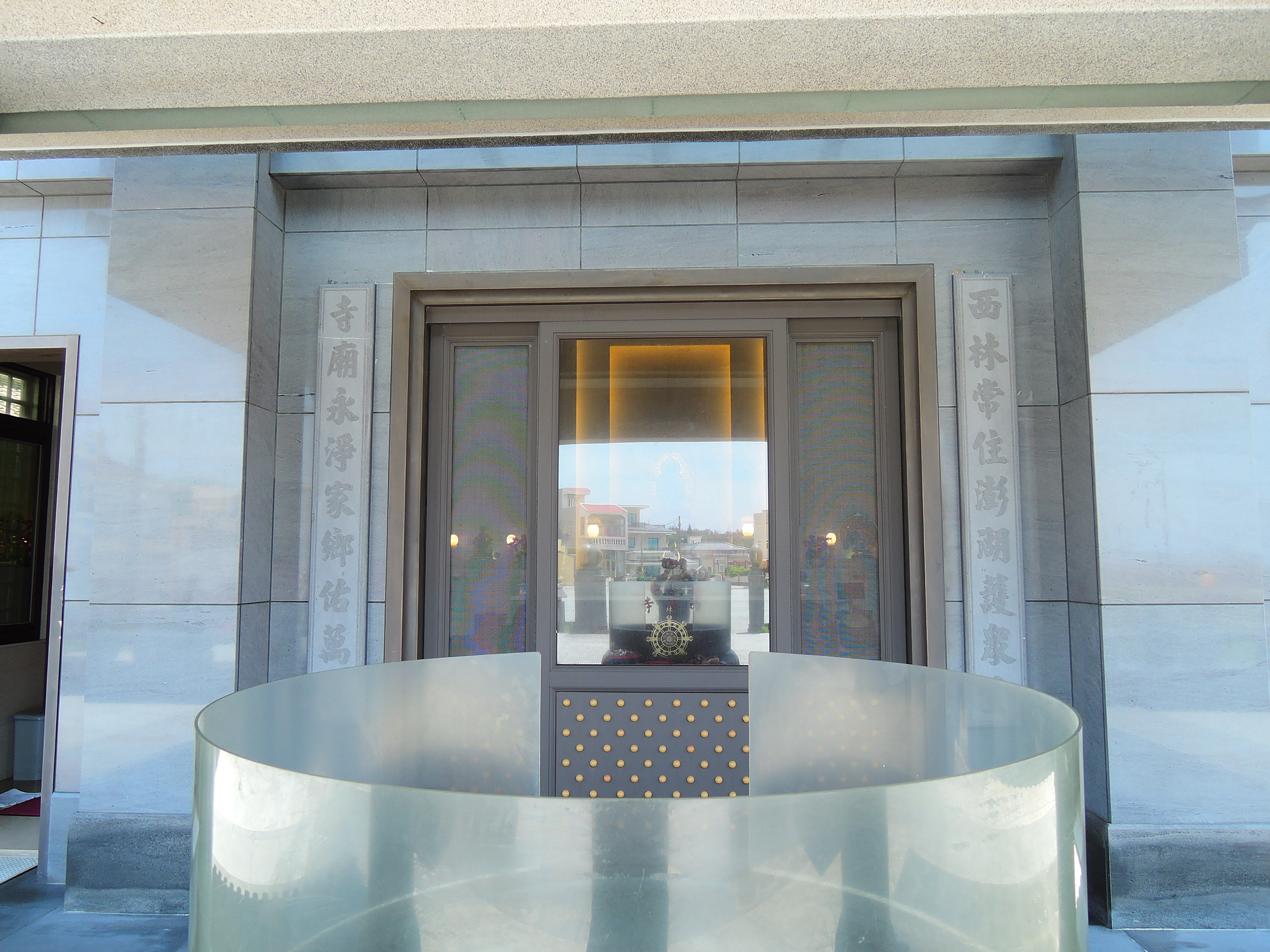
楹聯
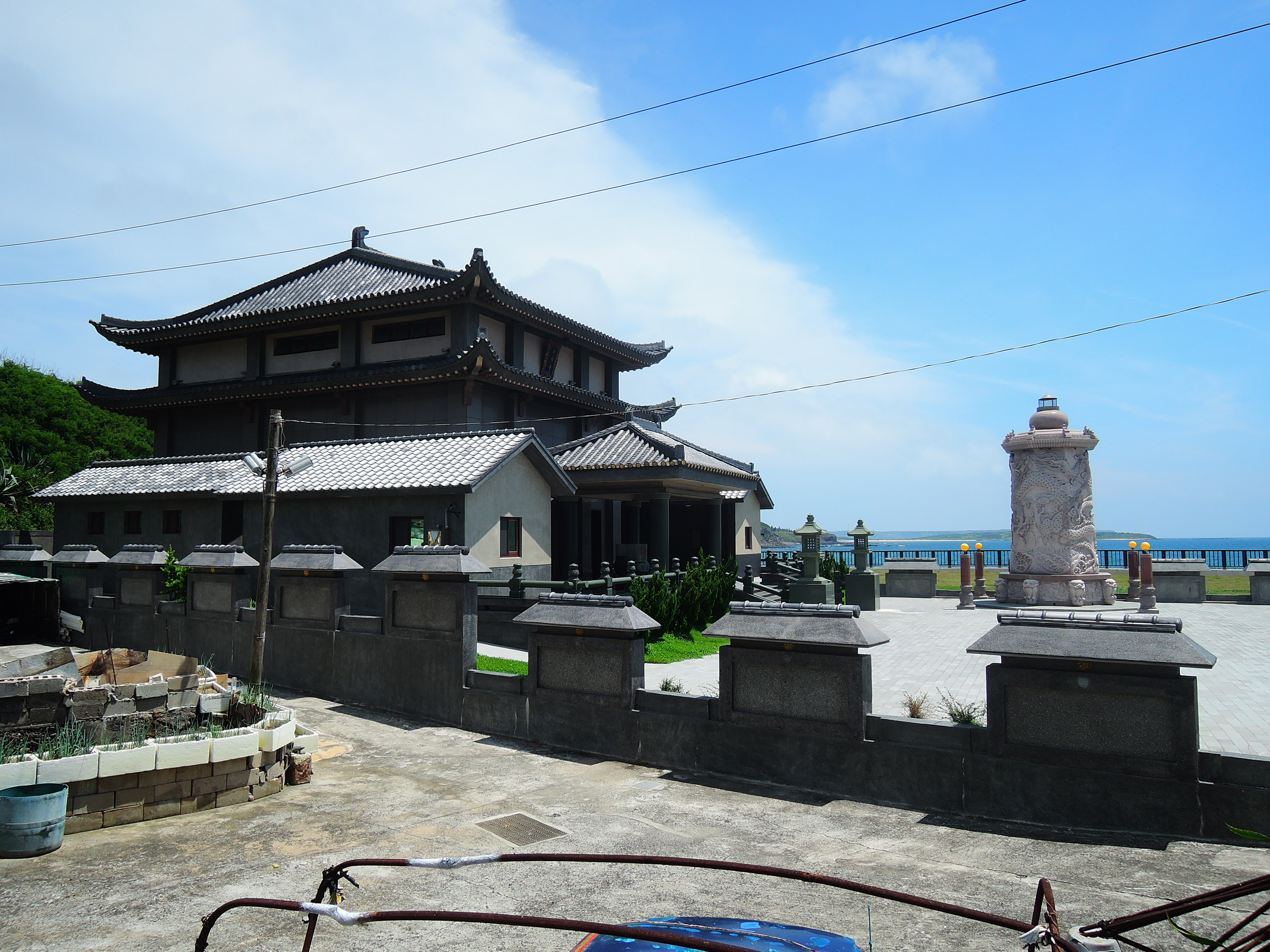
側照
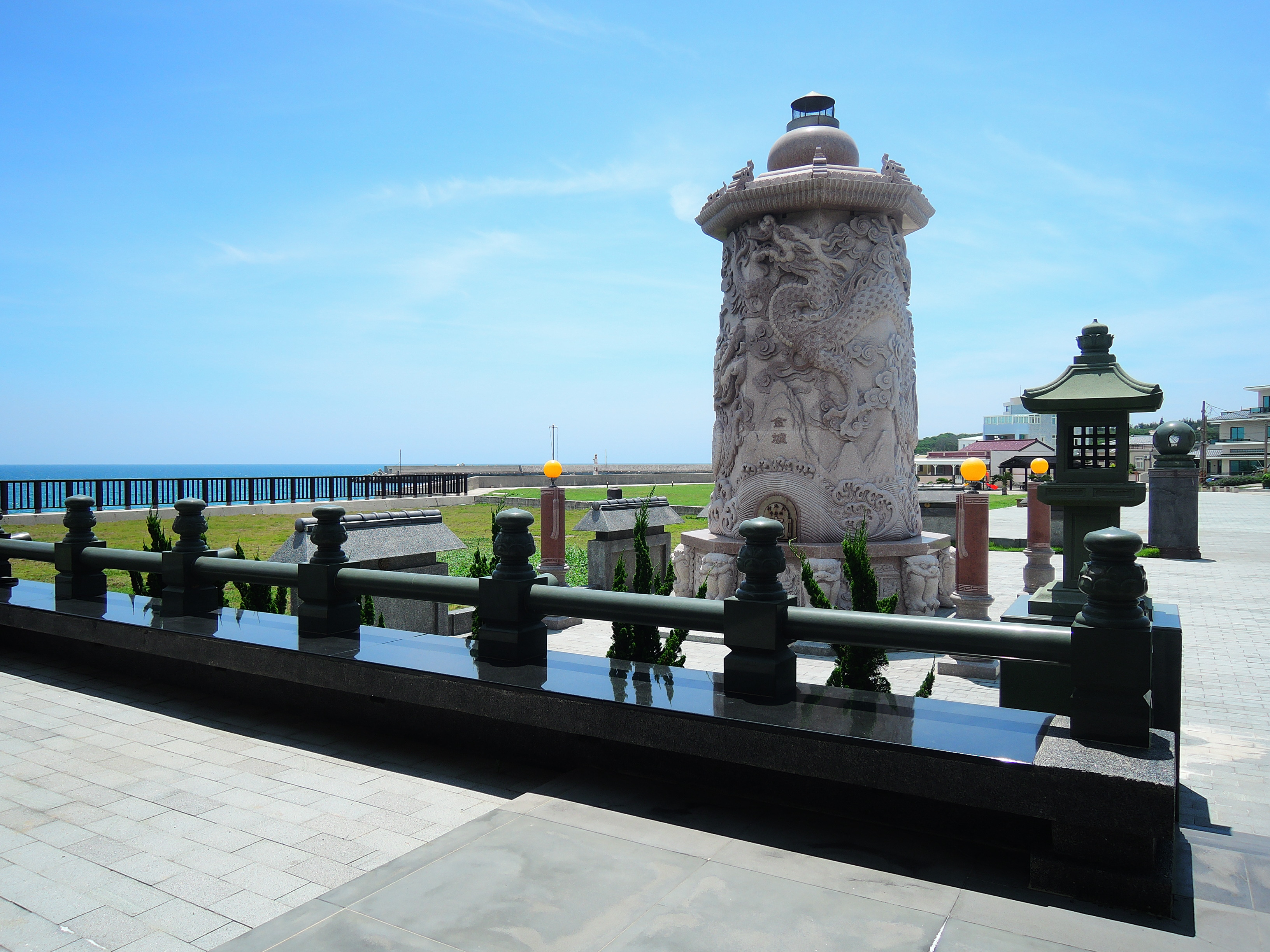
香爐

### 內部祭祀
正殿佛龕奉祀主神觀音佛祖，左右各立韋馱尊者與伽藍護法（關公），兩側配祀千手觀音、福德正神，佛龕前配置木魚和籤詩桶，入口左側提供線香、蓮花金紙以及大悲咒水供香客取用。

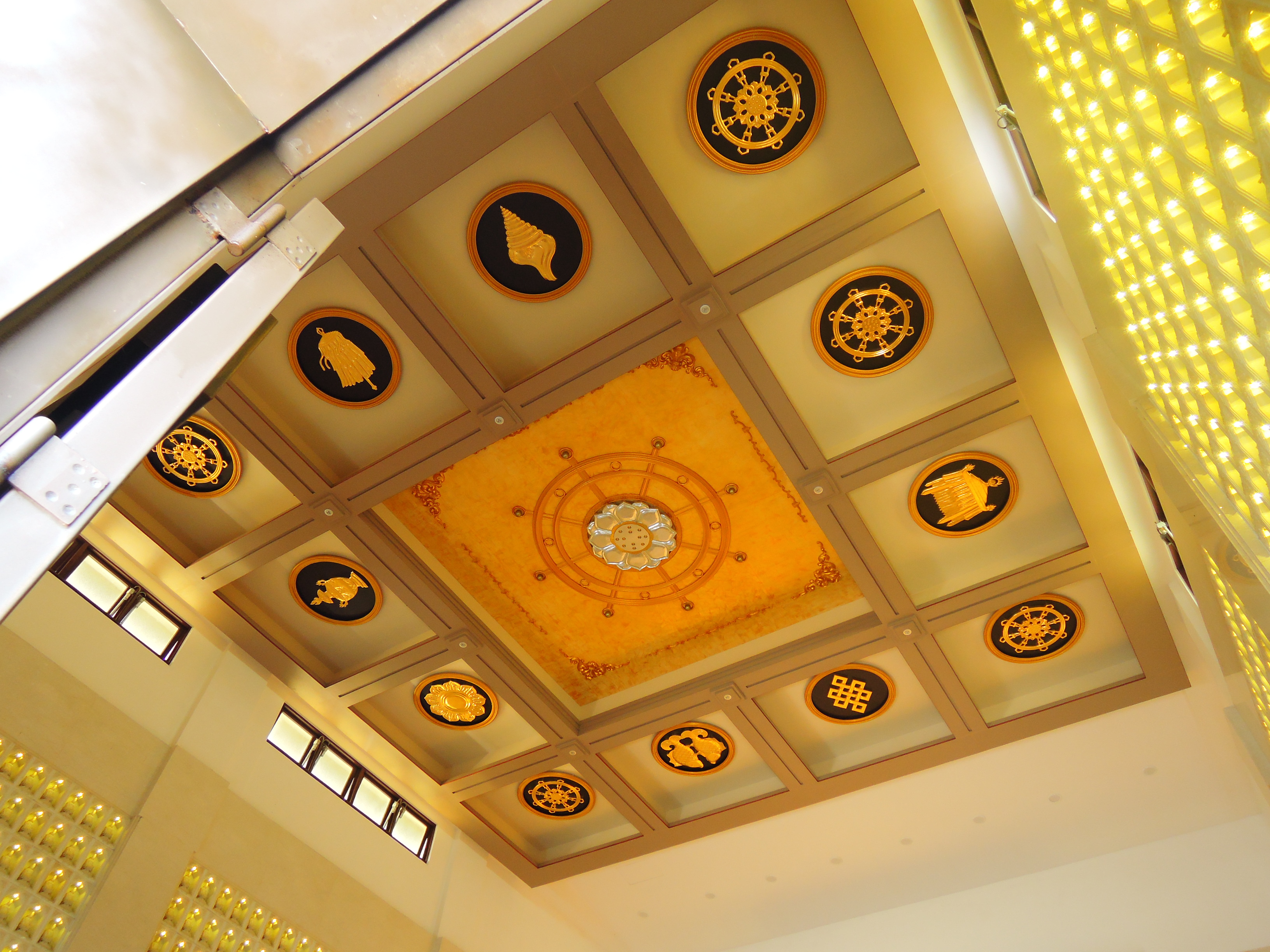
莊嚴屋頂
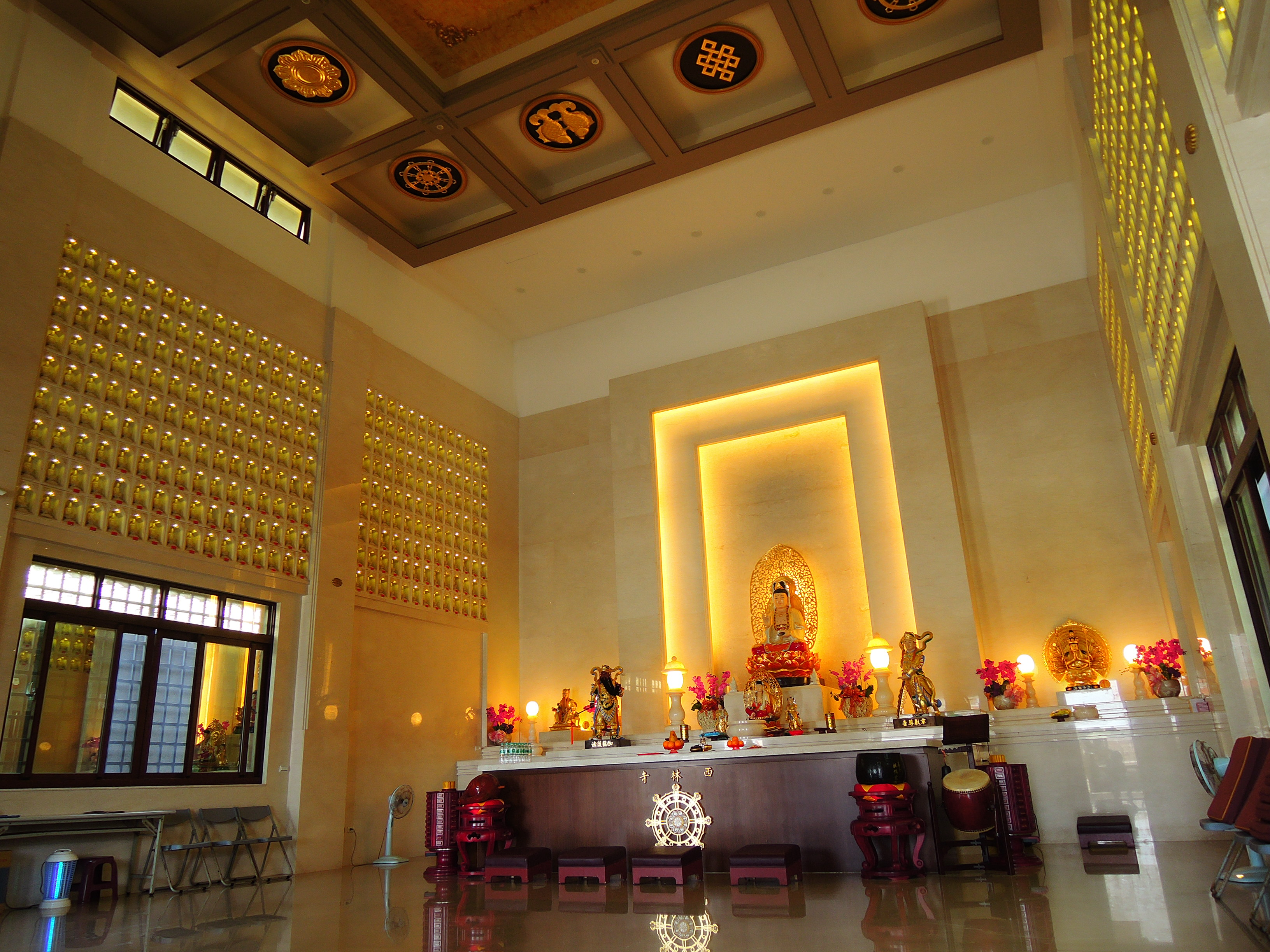
大殿
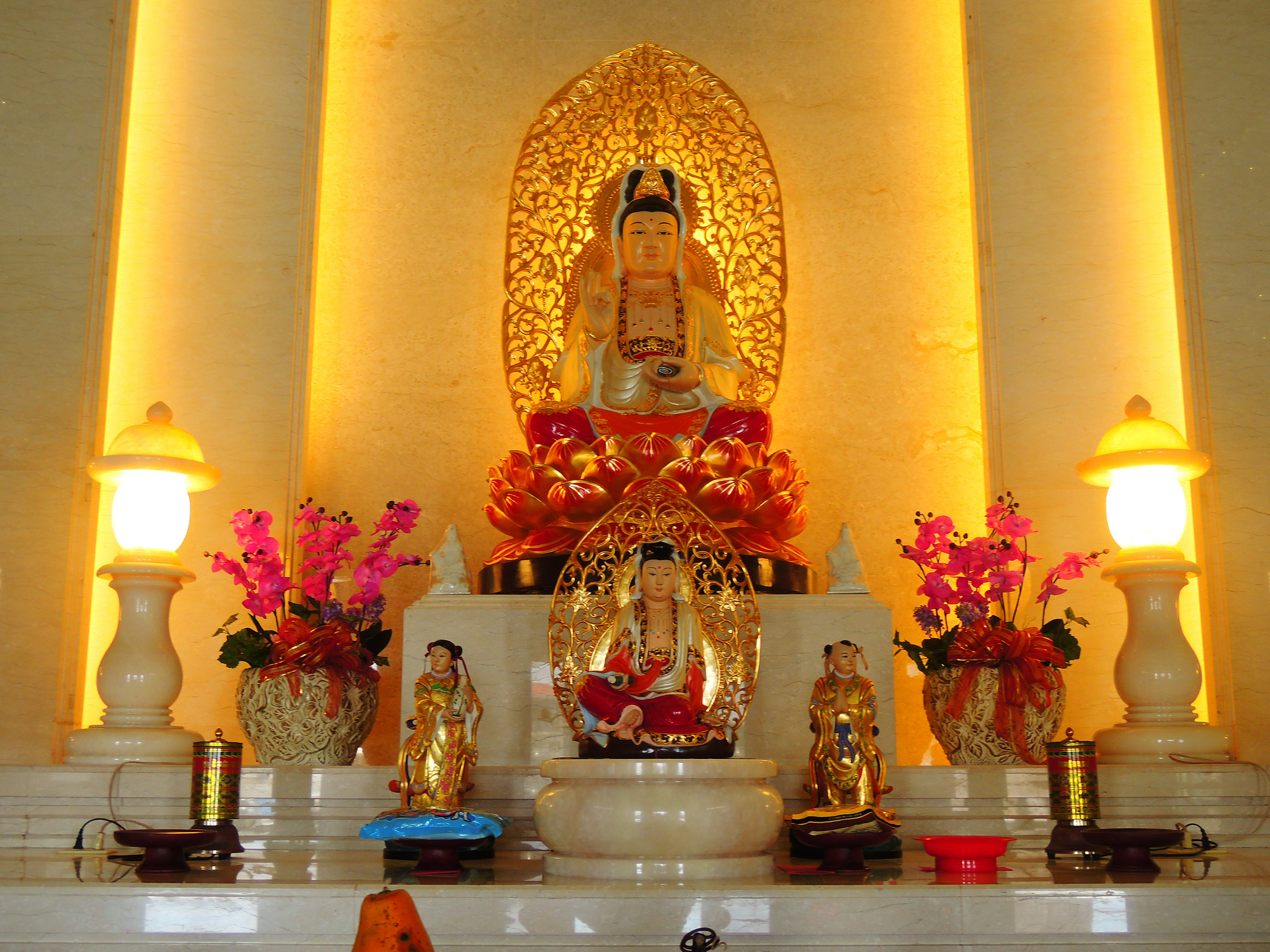
觀音佛祖像
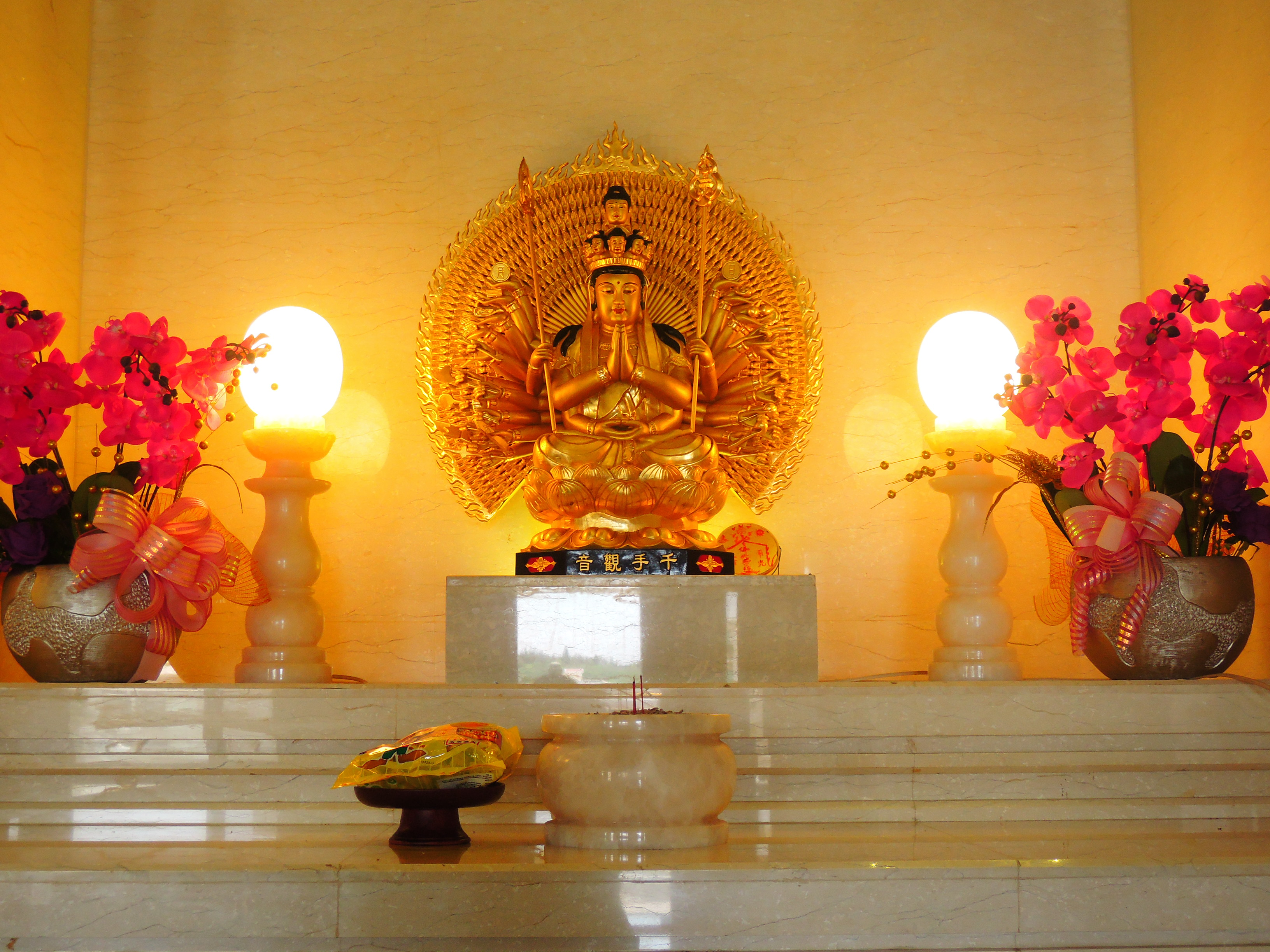
千手觀音像
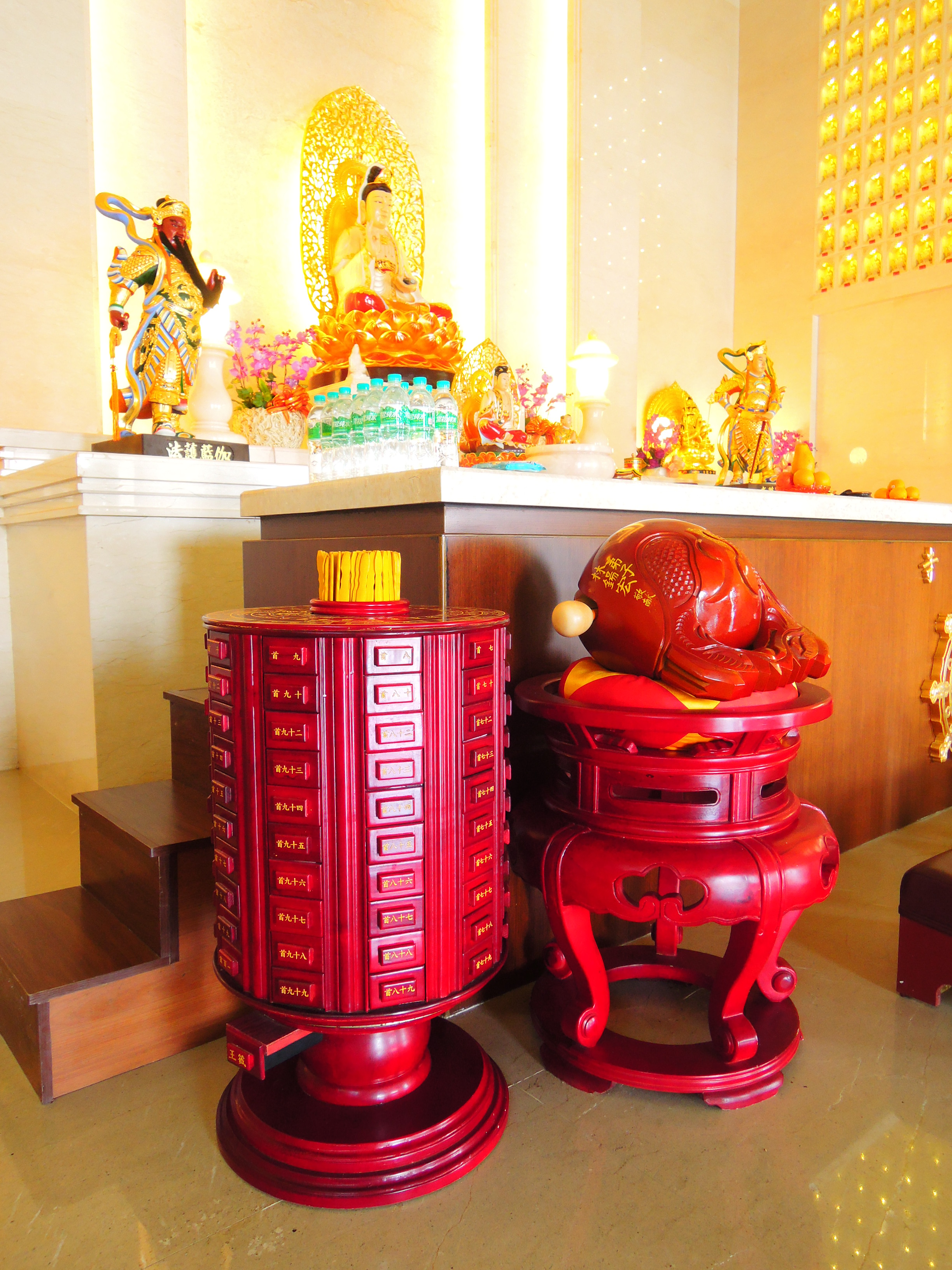
木魚、籤詩
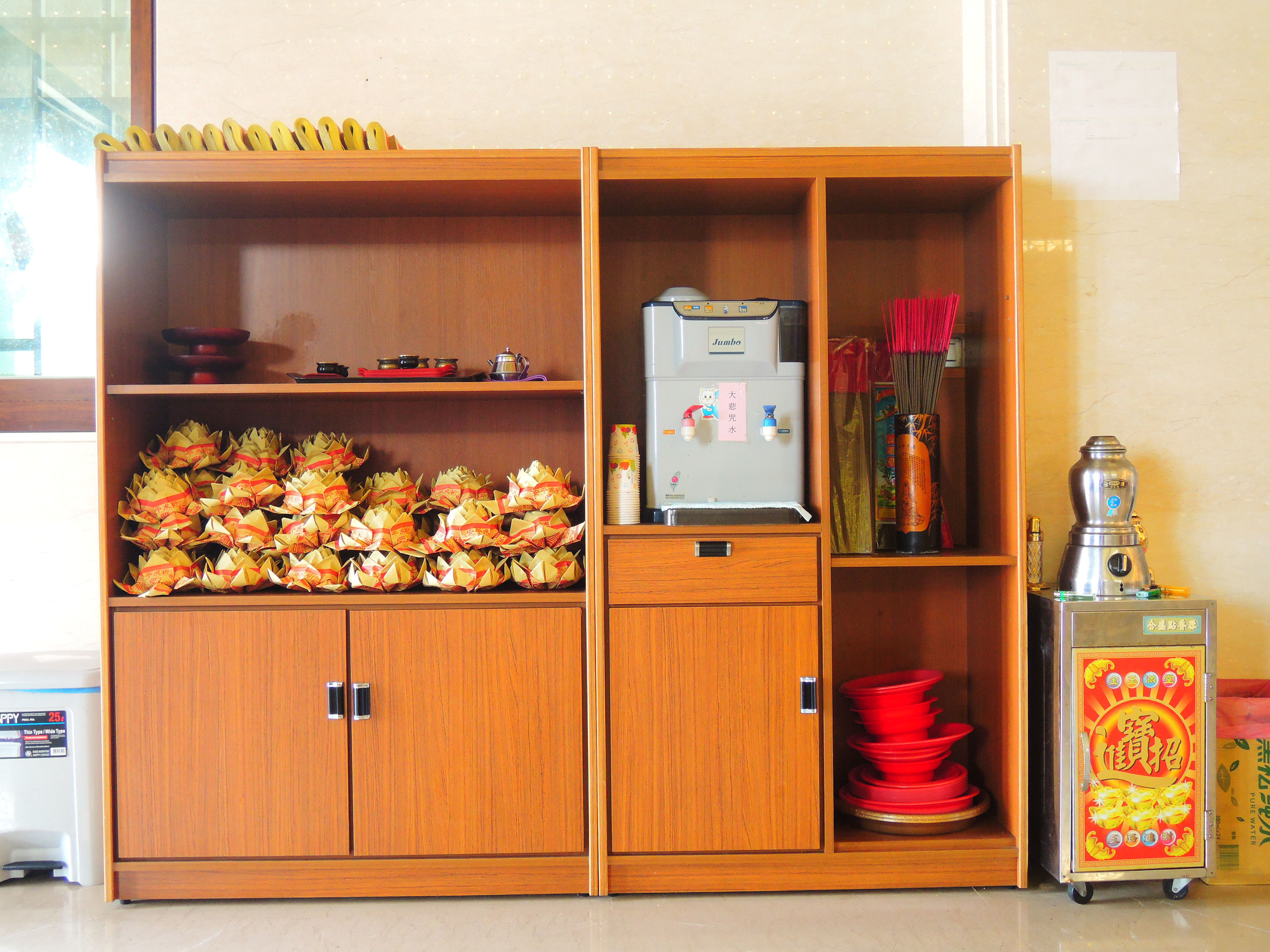
香、蓮花金紙

## 相關條目

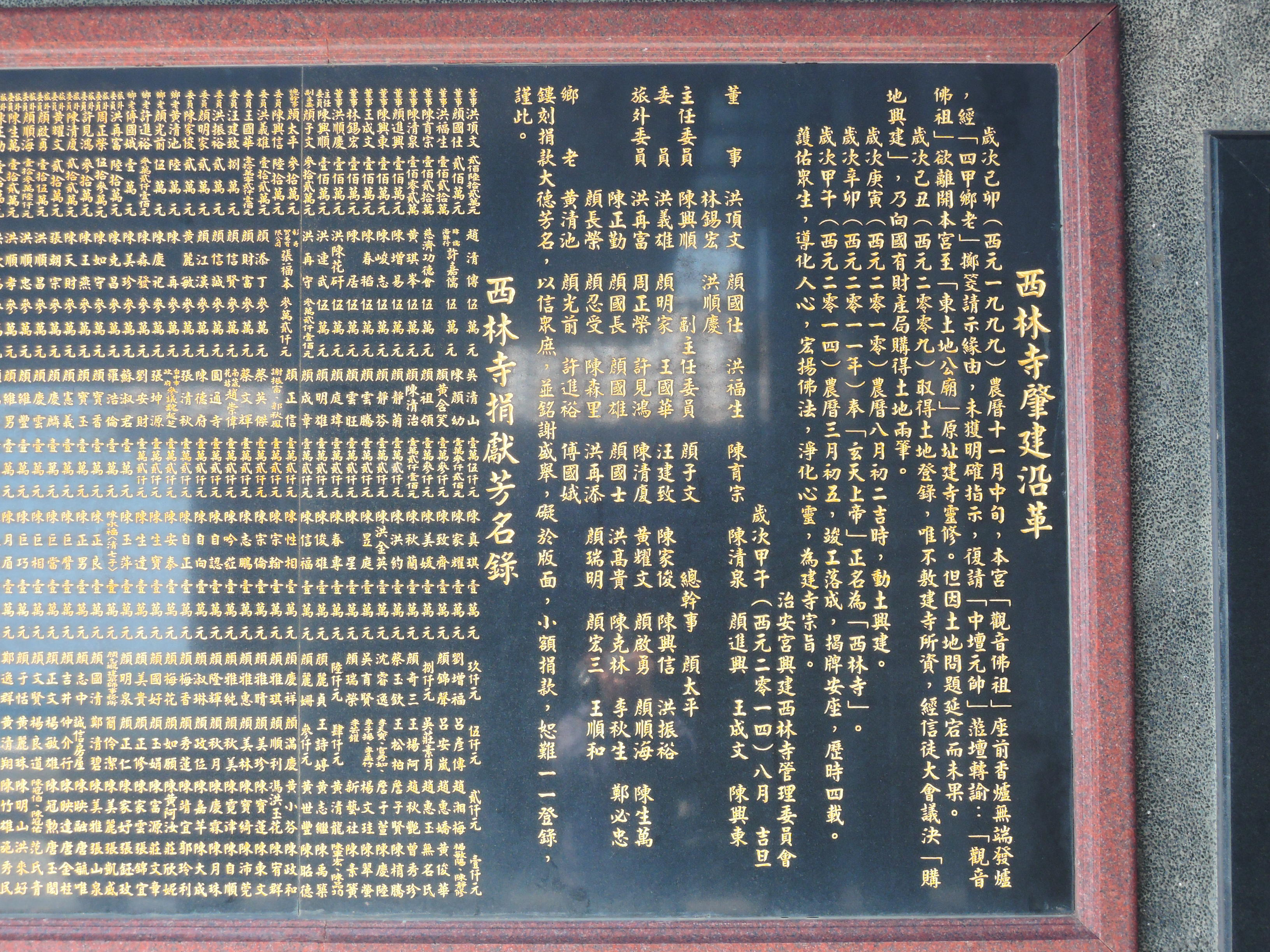
西林寺肇建沿革（立於2014年）

## 外部連結
- 大池西林寺的Facebook專頁